# 动脉
动脉（希臘語：αρτηρία，英语：Artery）是指在生物體內、从心脏运送血液到全身各器官（包括心脏本身）的多條血管。
除了肺循环的动脉以及臍動脈，動脈运送的是含氧量高的血液（因此也有称之为「动脉血」,「含氧血」）。但是在人体的动脉中，只流动着全身20%的血液，其他的血液主要贮存于有容量血管之称的静脉和毛细血管中。
人类最大的动脉要数主动脉，直径有3厘米。

## 动脉的类型
總共有三种，分別為大动脉，中动脉及小动脉。

## 血管壁
相比静脉，动脉的血管壁更厚，分层更明显。
动脉血管壁可分为三层从内到外分别是:

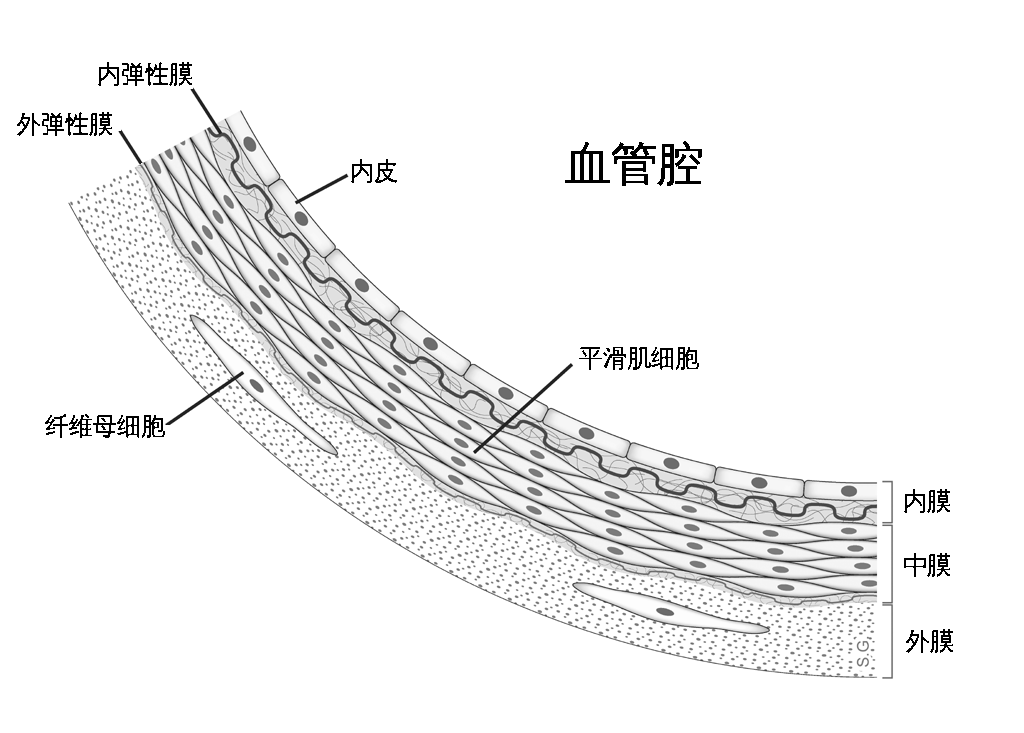
中动脉的组织结构示意图

1. 内膜（Tunica interna或Intima），由
  - 一层内皮,
  - 外面的一层是松散的结缔组织，叫内皮下层（Stratum subendotheliale）
  - 再往外则是内弹性膜Membrana elastica interna (在肌肉层较厚的外周血管易见);
2. 中膜（Tunica media）
  - 在外周血管，中膜由多层紧密排布的环形和斜行肌，内含弹性纤维和胶原纤维。
  - 弹性动脉的中膜结构与之类似，但胶原成分更多，膜上带孔。
  - (有时在中膜和外膜之间还有外弹性膜 Membrana elastica externa。)
3. 外膜（Tunica externa，也作Adventitia)，由弹性和胶原纤维构成，营养血管（Vasa vasorum ,即血管的血管) 会到中膜外膜滋养，神经则位于两者之间。

## 历史
在古希腊希波克拉底之前，所有血管都被称为Φλέβες（phlebes）。当时“arteria”一词指的是气管。希罗菲卢斯是第一个描述两种血管解剖差异的人。虽然恩培多克勒认为血液在血管中来回流动，但当时还没有微血管连接动脉和静脉的概念，也没有循环的概念。阿波罗尼亚的第欧根尼发展了“气”（pneuma）的理论，最初仅指空气，但很快就被认同为灵魂本身，并被认为与血液在血管中共存。动脉被认为负责将空气输送到组织，并与气管相连。这是因为在尸体中发现动脉内没有血液，于是认为是送气用。
在中世纪时期，欧洲人认为动脉输送着一种被称为“精神之血”或“生命精神”的液体，认为它与静脉中的内容物不同。这个理论可以追溯到盖伦。在中世纪晚期，气管和韧带也被称为“动脉”（artery）。
中医认为人有气有血，有些经络血多气少，有的血少气多；方舟子认为也是源自基于类似的误解，其他“中医打假”作者还做过更详细的比较。后来1830年《医林改错》也有类似的气血管二分法。
威廉·哈维在17世纪描述并推广了现代循环系统概念以及动脉和静脉的作用。
20世纪初，亚历克西·卡雷尔首次描述了血管缝合和吻合的技术，并成功在动物身上进行了多次器官移植；他因此开创了现代血管外科的道路，此前血管手术仅限于永久结扎。